# Świątynia Miaoying
Świątynia Miaoying (chiń. upr. 妙应寺; chiń. trad. 妙應寺; pinyin Miàoyìng Sì) – buddyjski klasztor i świątynia, znajdujące się w dzielnicy Xicheng w Pekinie. Świątynia słynna jest ze znajdującej się w niej Białej Pagody (chiń. upr. 白塔寺; pinyin Báitǎ Sì).

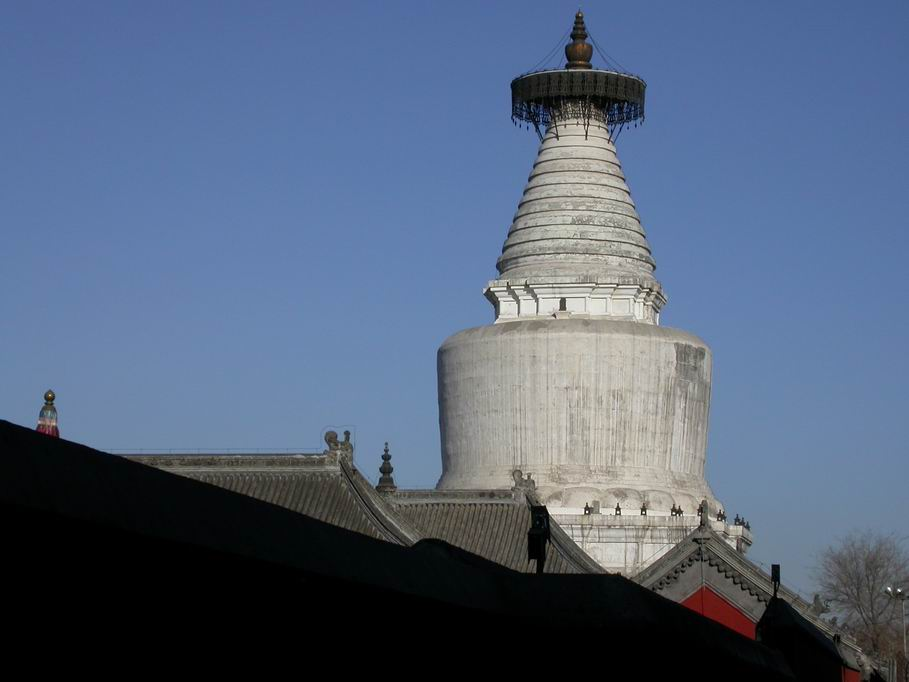
Biała Pagoda, górująca nad dachami świątynnych pawilonów

Świątynia została wzniesiona w 1096 roku i znacznie rozbudowana za panowania Kubilaj-chana w 1271 roku. Pagodę dobudowano w 1279 roku. Według przekazów zbudowano ją na miejscu wcześniejszej, niższej pagody, a jej budowę nadzorował nepalski architekt Aniko. Pagoda mierzy 51 metrów wysokości, a obwód jej podstawy wynosi 30 metrów. U jej szczytu zawieszono 36 odlanych z brązu dzwonów, zaś u podstawy ustawiono 108 metalowych lamp. 12 lat później świątynię strawił pożar, który przetrwała jedynie pagoda.
Świątynię odbudowano w 1457 roku. Podczas odbudowy znacznie pomniejszono jej obszar i obecnie zajmuje ona powierzchnię 13,000 m². Składa się z czterech pawilonów. W pawilonie pierwszym, noszącym imię Wielkich Oświeconych, znajduje się kilka tysięcy małych posążków buddów.
Świątynia doznała znacznych zniszczeń podczas trzęsienia ziemi w Tangshan w 1976 roku. Podczas przeprowadzonych dwa lata później odbudowy i prac renowacyjnych odkryto w niej wiele cennych, ukrytych zwojów buddyjskich.